# Carl Lovsted
Carl Martin Lovsted (* 4. April 1930 in Manila, Philippinen; † 8. November 2013 in Bellevue, Washington) war ein Ruderer aus den Vereinigten Staaten, der 1952 Olympiadritter im Vierer mit Steuermann war.

## Sportliche Karriere
Carl Lovsted ruderte für die Huskies, das Sportteam der University of Washington. Bei den Olympischen Sommerspielen 1952 traten die Huskies Carl Lovsted, Alvin Ulbrickson, Richard Wahlstrom, Matthew Leanderson und Steuermann Al Rossi im Vierer mit Steuermann an. Im zweiten Vorlauf siegten die Amerikaner vor den Briten und den Dänen, ihr Halbfinale gewannen sie vor den Franzosen. Das zweite Halbfinale gewann der Vierer aus der Tschechoslowakei vor den Schweizern und den Briten. Die Boote aus Frankreich, der Schweiz und dem Vereinigten Königreich erreichten als Sieger der drei Hoffnungsläufe das Finale. Im Finale siegten die Tschechoslowaken mit drei Sekunden Vorsprung vor den Schweizern, die Amerikaner erhielten mit einer halben Sekunde Rückstand auf die Schweizer die Bronzemedaille.
Nach seinem Studium gründete Lovsted eine Versicherungsagentur und war 40 Jahre in der Branche tätig. Die Agentur wurde nach seinem Ausscheiden von seinem Sohn weitergeführt.